# Mīāngaskar
Mīāngaskar (persiska: میانگسکر) är en ort i Iran.   Den ligger i provinsen Gilan, i den nordvästra delen av landet, 270 km nordväst om huvudstaden Teheran. Mīāngaskar ligger 1 meter över havet och antalet invånare är 331.
Terrängen runt Mīāngaskar är platt åt nordost, men åt sydväst är den kuperad.Runt Mīāngaskar är det tätbefolkat, med 493 invånare per kvadratkilometer. Närmaste större samhälle är Ziabar, 4,3 km öster om Mīāngaskar. Trakten runt Mīāngaskar består till största delen av jordbruksmark.